# Grymilda
Grymilda, Grymelda – imię żeńskie pochodzenia germańskiego, por. stsas. grīmo – "maska, hełm z przyłbicą", pomieszane ze stwniem. grim – "wściekły, okrutny" i stsas. hild – "walka, bitwa", stwniem. hilt(e)a – "spór, sprzeczka".  
Imię to było notowane w Polsce już w średniowieczu, np. w 1326 i 1353.
Grymilda imieniny obchodzi 19 czerwca.
Fikcyjne postaci noszące imię Grymilda:
- Grymhilda (Krymhilda) – postać z Pieśni o Nibelungach

Zobacz też:
- (242) Kriemhild – planetoida